# Lady Bunny
Lady Bunny, pseudonimo di Jon Ingle (Chattanooga, 13 agosto 1962), è un cantante, attore, personaggio televisivo, conduttore televisivo e disc jockey statunitense, diventato famoso nel mondo dello spettacolo soprattutto come drag queen.

## Biografia
Lady Bunny, originariamente conosciuta come "Bunny Hickory Dickory Dock" (nato Jon Ingle, 13 agosto 1962), è una drag queen americana, DJ di nightclub, attore, comico e organizzatore di eventi. È la fondatrice dell'evento annuale Wigstock, nonché occasionalmente un personaggio televisivo e radiofonico. Ha pubblicato singles di musica disco come "Shame, Shame, Shame!" e "The Pussycat Song", e ha condotto due spettacoli comici, "That Ain't No Lady!" e "Clowns Syndrome".

### Vita e formazione
Lady Bunny è nata a Wilmington, nella Carolina del Nord, ma è cresciuta a Chattanooga, nel Tennessee, e descrive la sua infanzia come "meravigliosa e [lei] fortunata nel reparto genitori". Sua madre è un'infermiera in pensione e suo padre è professore di storia all'Università del Tennessee a Chattanooga.
Crescendo, provava costumi e abiti e metteva in scena giochi con gli altri bambini del quartiere. La sua famiglia viveva accanto a un fiorista e lei raccoglieva i nastri gettati nella spazzatura e li trasformava in costumi per le rappresentazioni.
Quando aveva 11 anni, la sua famiglia si trasferì in Ghana per un anno perché suo padre aveva ricevuto una borsa di studio Fulbright . "È stato l'anno più bello della mia vita", ha detto, ricordando i banani nel suo cortile e un anaconda gigante che strisciava sulla strada. "Continuo a lasciare a bocca aperta i tassisti dell'Africa occidentale parlando dei resti di Fante . Posso solo dire poche cose, ma li incuriosisce come matti." Ha frequentato brevemente il collegio Quaker a York, in Inghilterra. Sulla base delle sue esperienze, Bunny considera il sistema educativo inglese migliore di quello americano. Dopo il diploma, si è iscritta all'Università del Tennessee, dove insegna suo padre, ma in seguito si è trasferita ad Atlanta, dove ha frequentato la Georgia State University.

### Presente
Lady Bunny dice di avere un'affinità con le donne trans e ha preso in considerazione la transizione. Trascorre la sua vita pubblica in drag e vuole che vengano usati per riferirsi a lei i pronomi she/her. Lady Bunny si incontra raramente senza vestiti da donna.
Lady Bunny attualmente vive a New York City. Non parla quasi mai di questioni personali e non ha un partner conosciuto o dei figli.

## Carriera

### Atlanta
In Georgia, Lady Bunny ha incontrato RuPaul. Per un periodo sono stati ballerini go-go per una band chiamata Now Explosion. Insieme a Larry Tee, i due sono diventati elementi fissi della scena gay di Atlanta nei primi anni '80. Sono apparsi in un certo numeri di film low-budget, inclusa la serie Starbooty. Nell'episodio di RuPaul's Drag Race intitolato "Roast in Peace", RuPaul ha rivelato di essere stato la prima persona ad aver mai messo Lady Bunny in drag, rendendolo tecnicamente sua figlia drag. RuPaul e Lady Bunny in seguito si sono trasferiti insieme a New York City.

### New York
Nel 1983, Lady Bunny si trasferì a New York City, dove lei e RuPaul condivisero un appartamento per un po' di tempo. Hanno lavorato al Pyramid Club. Ricorda che una delle prime volte che si è esibita a New York con un lip-sync di I Will Survive di Gloria Gaynor ed è caduta durante la performance, perdendo la parrucca e una scarpa. Lo stile di performance di Lady Bunny durante questo periodo mescolava il lip sync, la danza e la commedia. Le sue esibizioni spesso includevano commenti autoironici e brevi critiche ad altri artisti interrotti da brevi pezzi di danza. Durante questo periodo, ha anche svolto diversi lavoretti come gelataia e nelle vendite per l'editore Ralph Ginzburg.
Presto Lady Bunny divenne uno dei Club Kids e nel 1985 organizzò il primo Wigstock, un festival annuale di drag queen che durò fino al 2005, e fu poi ripreso nel 2018. L'idea di far rivivere Wigstock è venuta dal marito di Neil Patrick Harris, David Burtka . Wigstock è diventato il soggetto del documentario Wig del 2019 di Chris Moukarbel, che includeva Debbie Harry, Kevin Aviance, Willam e Neil Patrick Harris.

### Cinema e televisione
Nel 2005, è stata una roaster del Comedy Central roast di Pamela Anderson e ha pubblicato il suo primo DVD, Rated X per X-tra Retarded.
Lady Bunny è comparsa in film come Party Girl, Wigstock: The Movie, Wig, Peoria Babylon, Starrbooty, Another Gay Movie, e A Wong Foo, grazie di tutto! Julie Newmar.
Durante la pandemia di COVID-19, Lady Bunny ha prodotto uno spettacolo di drag online chiamato "Cuntagious". Nel gennaio 2021, ha lanciato un podcast, Ebony and Irony, co-condotto da Monét X Change.
Nel 2003, Lady Bunny ha fatto un'apparizione nell'episodio di Sex and the City "Boy, Interrupted", come presentatore al ballo di fine anno LGBT.

### Altro
Lady Bunny ha lavorato come commentatrice per la rubrica "Worst of the Week" di Star Magazine. Ha anche scritto per Paper Magazine, Interview, Out, Time Out, Visionaire e Huffington Post. Secondo il suo sito web, attualmente sta lavorando a un libro di memorie.